# Церковь Богоявления Господня (Большое Семёновское)
Церковь Богоявления Господня (Богоявленская церковь, также Симеона Столпника) — храм Русской православной церкви в деревнее Большое Семёновское Талдомского района (с 2018 года — Талдомский городской округ) Московской области.
Является объектом культурного наследия России (Постановление Правительства Московской области от 15.03.2002 г. № 84/9), как памятник архитектуры регионального значения.

## История
В начале XVII века в селе Святом Семёновском была построена небольшая деревянная церковь во имя преподобного Симеона Столпника, которая потом перестраивалась. Согласно клировой ведомости 1796 года, новая деревянная церковь, выстроенная в 1773 году, сгорела; вместо неё была возведена новая, также деревянная.
В 1843—1844 годах на месте обветшавшего деревянного храма был возведён большой каменный с Симеоновским и Никольским приделами, представляющий однокупольную церковь в стиле позднего классицизма. Главный престол новой церкви был освящён во имя Богоявления Господня в 1854 году, позже в этом же году были освящены и два малых престола — во имя святителя Николая Чудотворца и во имя преподобного Симеона Столпника. В 1891 году в храме был обновлён иконостас и продолжена настенная роспись. Его прихожанами на этот момент были крестьяне села Святого Семёновского и деревни Горы.
Архитектурная композиция храма — трёхчастная осевая. Четверик церкви с боковыми четырёхколонными портиками завершён ротондой, на куполе которой поставлена декоративная главка. Колокольня из четырёх кубических ярусов завершается куполом со шпилем.
Переживший Октябрьскую революцию храм был закрыт во время советского гонения на Церкви — в 1933 году, но открылся вновь в 1941 году и более не закрывался. Восстановление храма началось после распада СССР. В 1999—2000 годах на НИИметмаш был изготовлен колокол весом 300 кг, который установили на колокольню. В настоящее время храм действующий, его настоятелем является священник Владимир Фёдоров.

Фёдор Колеров, 1920-е годы

В 1997 году комиссия Священного синода по канонизации святых приняла решение о причислении к лику святых протоиерея Фёдора Колерова, который родился в селе Святом Семёновском в семье пономаря Богоявленской церкви и являлся настоятелем Спасо-Преображенского храма в селе Кимры Тверской губернии и был(?) 29 ноября 1929 года за то, что противился закрытию Преображенского храма.